# Erica cuscutiformis
Erica cuscutiformis är en ljungväxtart som beskrevs av Dulfer. Erica cuscutiformis ingår i släktet klockljungssläktet, och familjen ljungväxter. Inga underarter finns listade i Catalogue of Life.